# Bělá (přítok Borovského potoka)
Bělá je pravostranný přítok Borovského potoka v okrese Havlíčkův Brod v Kraji Vysočina. Délka toku činí 8,8 km. Plocha povodí měří 18,6 km².

## Průběh toku
Potok pramení v Počátkách v nadmořské výšce okolo 580 m. Od vsi, kde napájí tři rybníky, směřuje na jih k České Bělé. Zde zadržuje vody potoka nejprve Horní rybník a poté Prokšův rybník, pod nímž se Bělá postupně stáčí na jihovýchod. Na jihovýchodním okraji České Bělé překonává údolí potoka silnice I/34. Na dolním toku, zhruba na 2,2 říčním kilometru, přijímá z levé strany přítok Březinu. Do Borovského potoka se vlévá u Macourova, na 6,0 říčním kilometru, v nadmořské výšce okolo 460 m.

## Vodní režim
Průměrný průtok Bělé u ústí činí 0,13 m3/s.
M-denní průtoky u ústí:
| M [dní]  | Q30  | Q60  | Q90  | Q120 | Q150 | Q180 | Q210 | Q240 | Q270 | Q300 | Q330 | Q355 | Q364 |
| -------- | ---- | ---- | ---- | ---- | ---- | ---- | ---- | ---- | ---- | ---- | ---- | ---- | ---- |
| Q [m3/s] | 0,31 | 0,21 | 0,16 | 0,13 | 0,10 | 0,08 | 0,07 | 0,06 | 0,05 | 0,04 | 0,03 | 0,02 | 0,01 |